# Trollholmen
Trollholmen is een langwerpig onbewoond eiland in de stroming van Zweedse Kalixrivier.De rivier stroomt hier door het Kamlungeträsket. Het heeft geen oeververbinding; het ligt midden in het meer. Het heeft een oppervlakte van nog geen hectare